# Pterocephalus lasiospermus
El rosalillo de cumbre, Pterocephalus lasiospermus Link ex Buch, es una especie de arbusto de la antigua familia Dipsacaceae ahora subfamilia de Caprifoliaceae.

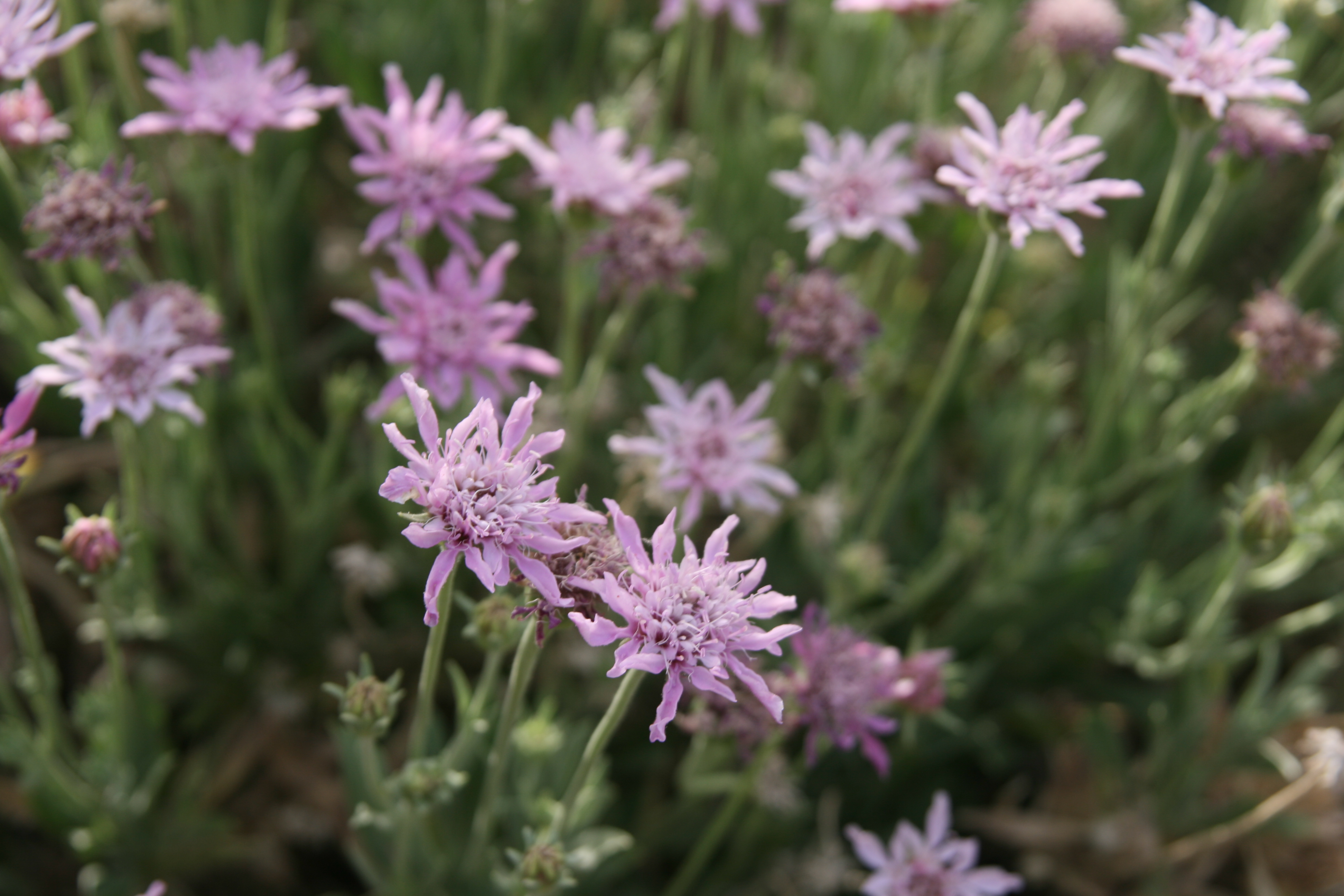
Flores

## Distribución geográfica
Endemismo de Tenerife muy común en las cañadas del Teide y en el matorral de la zona superior del pinar circundante. Antes de la creación del Parque nacional del Teide llegó a ser muy escasa debido a la sobreexplotación ganadera.

## Características
Forma arbustos de hasta 1 metro de altura. Sus tallos son grisáceos, con hojas simples de color verde-grisáceo pálido. Ambos son vellosos. Se diferencia del resto de especies por las inflorescencias, generalmente individuales, con pétalos de color rosa pálido sobre pedúnculos largos. Su floración, a principios del verano, es tardía con respecto a las demás especies de su entorno. Según avanza el estío la flor se convierte en una vistosa bola de semillas peludas de color blanquecino.

## Taxonomía
Pterocephalus lasiospermus fue descrito por Link ex Buch   y publicado en Phys. Beschr. Canar. Ins. 150 1828.
Etimología
Pterocephalus: nombre genérico que deriva del griego πτερον, pteron, que significa "ala o pluma", y κεφαλη, kephale, = "cabeza", en referencia a la forma de las flores que son plumosas.
lasiospermus: epíteto que procede del griego lasios, que significa "velludo" y sperma, que significa "semilla", aludiendo a sus vilanos.

## Nombres comunes
Se conoce como "Rosalillo de cumbre" o "Rosalito de cumbre".